# István Gulyás (handball)
Cet article concerne handballeur. Pour tennisman, voir István Gulyás. Pour handballeur, voir Péter Gulyás. Pour les autres significations, voir Gulyás.
Dans le nom hongrois Gulyás István, le nom de famille précède le prénom, mais cet article utilise l’ordre habituel en français István Gulyás, où le prénom précède le nom.
István Gulyás, né le 2 avril 1968, est un joueur international puis entraîneur hongrois de handball. Jouant au poste de demi-centre, il a principalement évolué au Veszprém KSE avec lequel il a remporté neuf Championnats et autant de Coupes de Hongrie.
En juillet 2019, il est nommé sélectionneur de l'équipe nationale de Hongrie avec Chema Rodríguez comme adjoint.

## Carrière

### En club
Compétitions internationales
- Vainqueur de la Coupe des coupes (1) : 1992
  - Finaliste (2) : 1993, 1997

Compétitions nationales
- Vainqueur du Championnat de Hongrie (9) : 1985, 1986, 1992, 1993, 1994, 1995, 1997, 1998, 1999
- Vainqueur de la Coupe de Hongrie (9) : 1989, 1990, 1991, 1992, 1994, 1995, 1996, 1998, 1999

### En équipe nationale
Championnat d'Europe
- 7e place au Championnat d'Europe 1994 au Portugal
- 6e place au Championnat d'Europe 1998 en Italie

Championnat du monde
- 17e place au Championnat du monde 1995 en Islande
- 4e place au Championnat du monde 1997 au Japon
- 11e place au Championnat du monde 1999 en égypte

## Distinctions individuelles
- élu meilleur handballeur de l'année en Hongrie en 1995